# Huang Ding
Huang Ding (xinès simplificat: 黄鼎; xinès tradicional: 黃鼎; pinyin: Huáng Dǐng) fou un pintor i poeta xinès que va viure sota la dinastia Qing.
Va néixer vers l'any 1650 a Changshu. Província de Jiangsu i va morir el 1730. Va viatjar molt pel seu país fet que va deixar emprenta en la seva pintura. Va destacar com a pintor de paisatges. Va ser influït per la pintura Wang Yuanqi.